# عائلة بوش
عائلة بوش، عائلة أمريكية بارزة في مجالات السياسة، والأخبار، والرياضة، والترفيه، وريادة الأعمال. ترجع أصل العائلة إلى عوبديا بوش وهارييت سميث.
اشتهرت العائلة بمشاركتها في الحياة السياسية، حيث شغلت العديد من المناصب الوطنية ومكاتب الولايات عبر أربعة أجيال، مثل عضو مجلس الشيوخ الأمريكي، بريسكوت بوش. حاكم الولاية جيب بوش ورئيسان للولايات المتحدة، جورج بوش الأب وجورج دبليو بوش. شغل الأول أيضا منصب نائب الرئيس بينما شغل الثاني منصب حاكم ولاية. من بين أفراد الأسرة الآخرين المدير التنفيذي للرابطة الوطنية لكرة القدم (إن إف إل)، جو إليس، وشخصيتان تلفزيونيتان معروفتان على المستوى الوطني، هما بيلي بوش وجينا بوش هاجر.
وصف بيتر شفايتزر، مؤلف السيرة الذاتية للعائلة، عائلة بوش بأنها:
«أنجح سلالة حاكمة في التاريخ الأمريكي».
وفقا لبعض المصادر على الإنترنت، ترجع أصول عائلة بوش إلى أصول إنجليزية وألمانية.، ترجع أصل عائلة بوش الأوروبية إلى القرن السابع عشر حيث صموئيل بوش أول الأجداد الأمريكيين في عام 1647.
ينتمي أعضاء الأسرة إلى الكنيسة الأسقفية الأمريكية.

## الأقارب

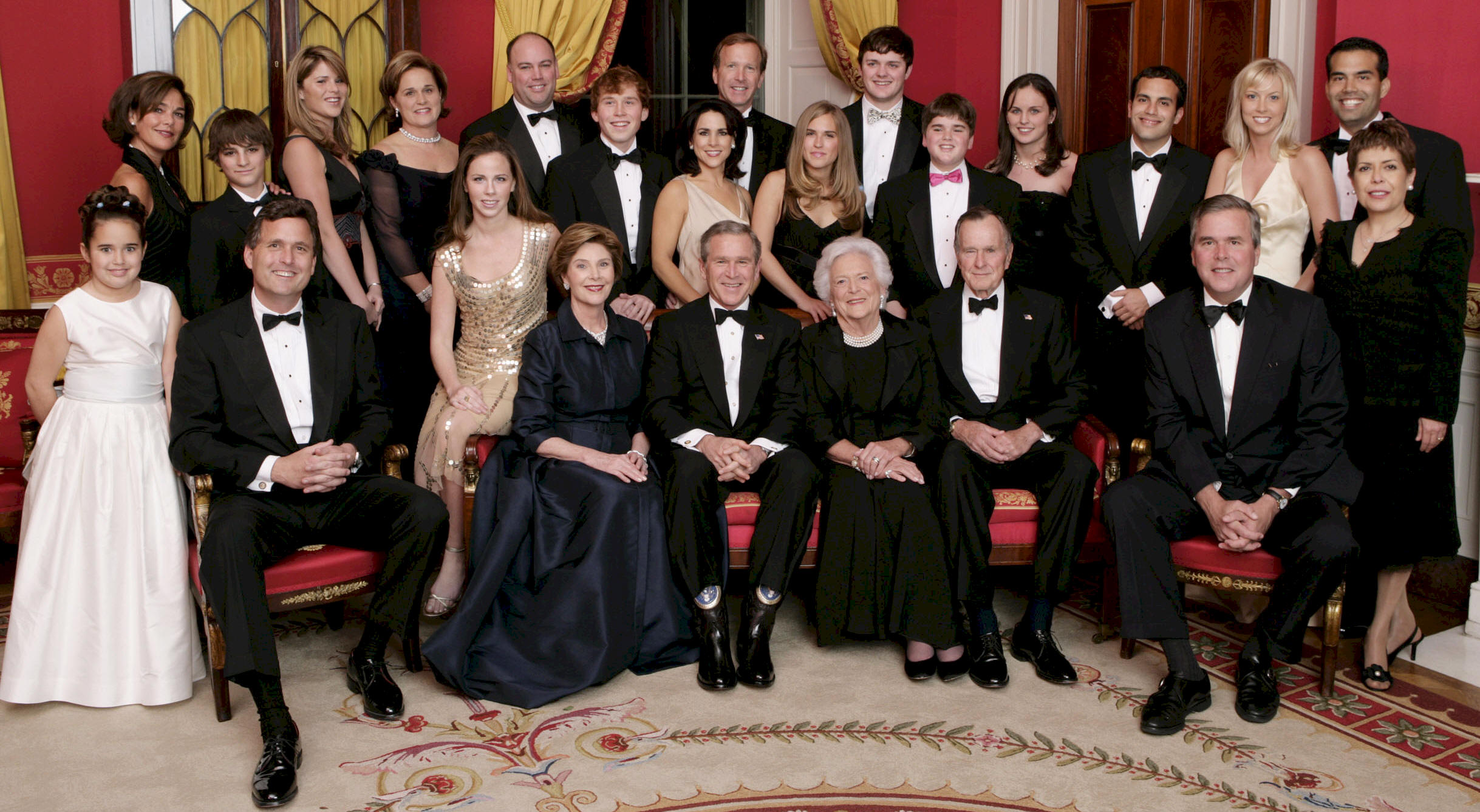
آل بوش، وهي من العوائل النافذة سياسيًا واقتصاديًا واجتماعيًا.

- جيمس سميث بوش، ولد عام 1825 وتوفي عام 1889، والد صاموئيل بريسكوت بوش.
  - صاموئيل بريسكوت بوش، ولد عام 1863 وتوفي عام 1920، والد بريسكوت شيلدون بوش وبن جيمس سميث بوش.
  - فلورا شيلدون بوش، ولدت عام 1870 وتوفيت عام 1920، زوجة صاموئيل بريسكوت بوش، تزوجت 20 يونيو 1894 وأم بريسكوت بوش.
    - بريسكوت شيلدون بوش، ولد عام 1895 وتوفي عام 1972، بن صاموئيل بريسكوت بوش. شغل منصب عضو مجلس الشيوخ الأمريكي عن ولاية كونيتيكت، الرئيس السابق لاتحاد الجولف بالولايات المتحدة.
    - دورثي وير والكر بوش، ولدت عام 1901 وتوفيت عام 1992، زوجة بريسكوت شيلدون بوش، وابنه جورج هربرت ووكر. ولدت في عائلة والكر، عائلة مصرفية شهيرة ذات صلة واسعة برجال الأعمال، شقيقاها هما جورج هربرت والكر جونيور وجون إم ووكر. خدمت في المنصب التشريفي كأم أولى غير رسمية منذ تنصيب ابنها رئيسا للبلاد في عام 1989 حتى وفاتها في عام 1992 في العام الأخير من حكم ابنها.
      - بريسكوت شيلدون «بريسي» بوش الابن، ولد في عام 1922 وتوفيت في عام 2010. الابن الأكبر لبوش، شغل منصب رئيس غرفة التجارة الأمريكية الصينية. تزوج من إليزابيث «بيث» كوفمان (ولدت عام 1922 وتوفيت عام 2014) في 30 ديسمبر 1944.[4][5]
        - بريسكوت شيلدون بوش الثالث، ولد عام 1945 وتوفي عام 2009، ابن بريسكوت بوش الابن. تزوج في 28 يونيو 1970 من فرانشيسكا إيمرسون فار.[6]
        - كيلسي بوش نادو، ابنة بريسكوت بوش الابن. تزوجت في 25 مايو 1974 من فيليب جيرالد نادو.[7][8]
          - إليزابيث نادو، ابنة كيلسي بوش نادو
          - كاثرين نادو، ابنة كيلسي بوش نادو
          - وليام نادو، نجل كيلسي بوش نادو، ونقيب في قوات مشاة بحرية الولايات المتحدة.
          - بريسكوت نادو، نجل كيلسي بوش نادو

        - جيمس لورانس «جيمي بوش» ابن بريسكوت بوش الابن. متزوج من سوزان سي «سو» بوش.
          - سارة بوش ريتشي، ابنة جيمس لورانس بوش. تزوجت ويليام «دريك» ريتشي.
            - دريبر دينيس ريتشي
            - جورج لورانس ريتشي
            - بياتريس

          - صموئيل بوش، بن جيمس لورانس بوش
            - أودن
            - إليوت. جورج بوش الأب في نزهة في حديقة منزله في كينيبانكبورت مع أسرته في عام 1988

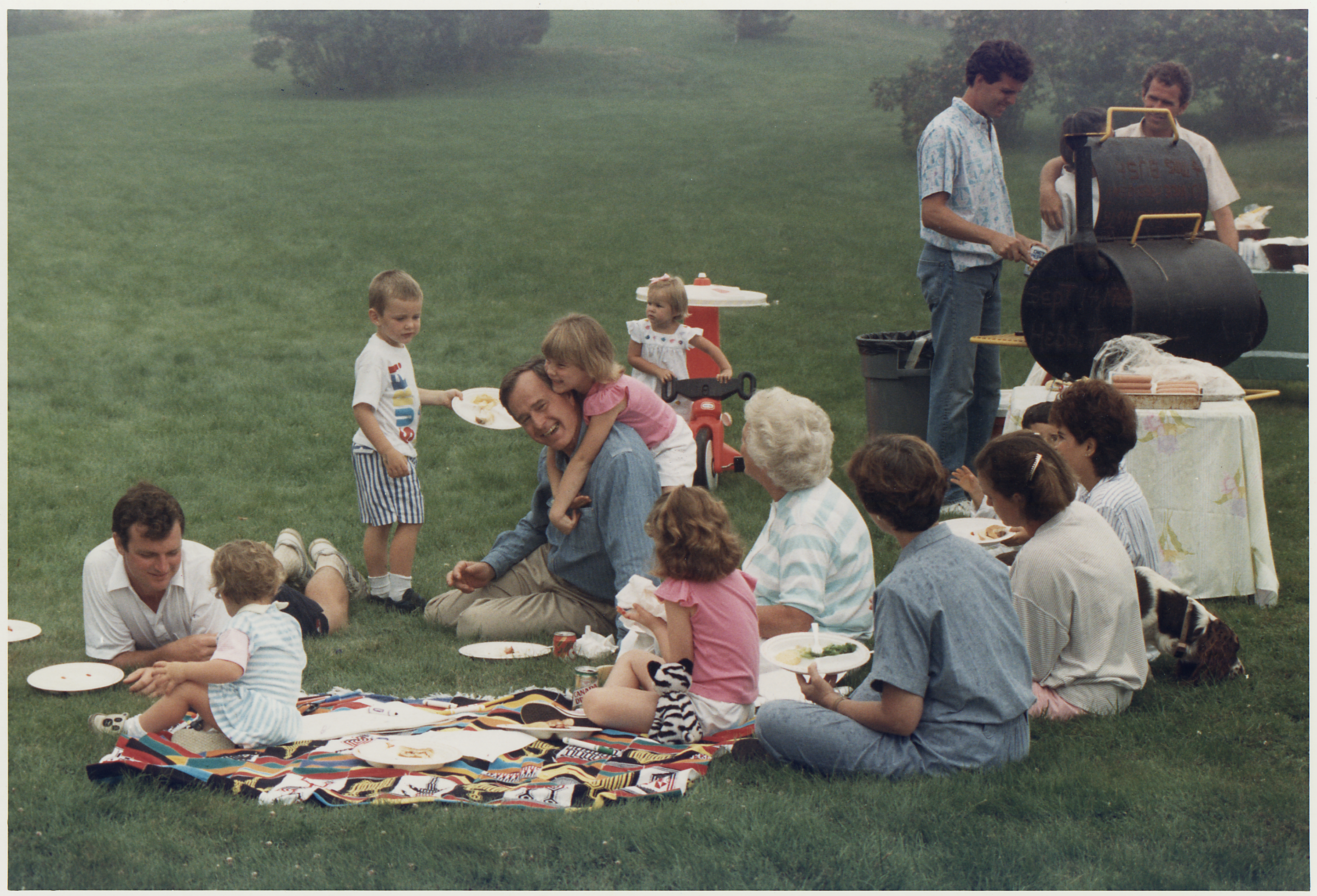
جورج بوش الأب في نزهة في حديقة منزله في كينيبانكبورت مع أسرته في عام 1988

        - جورج هربرت ووكر بوش (ولد عام 1924-وتوفي عام 2018)، الابن الثاني لبريسكوت بوش الأب، يعرف عالميا باسم جورج بوش الأب، الرئيس 41 للولايات المتحدة الأمريكية، والنائب الثالث والأربعون لرئيس الولايات المتحدة في عهد رونالد ريغان، ومحافظ تكساس، ومدير وكالة المخابرات المركزية. شغل أيضا العديد من المناصب السياسية والدبلوماسية الأخرى.
        - باربرا بيرس بوش (ولدت عام 1925- وتوفيت عام 2018)، زوجة جورج إتش دبليو، ابنة الناشر مارفن بيرس، ابن عم بعيد للرئيس الأمريكي الرابع عشر فرانكلين بيرس، السيدة الثانية ولاحقًا السيدة الأولى للولايات المتحدة.
          - جورج ووكر بوش ويعرف عالميا باسم جورج دبليو بوش، ولد عام 1946، الابن البكر لجورج بوش الأب، الرئيس الثالث والأربعين للولايات المتحدة وحاكم ولاية تكساس السادس والاربعين.
          - لورا لين ويلش بوش، ولدت عام 1946، زوجة جورج دبليو بوش والسيدة الأولى. عملت في السابق أمينة مكتبة.
            - باربرا بيرس بوش كوين، ولدت عام 1981، ابنة جورج ولورا بوش والأخت التوأم لجينا. ناشطة في مجال الرعاية الصحية ورئيسة فيلق الصحة العالمية. متزوجه من كريج لويس كوين.
            - جينا ويلش بوش هاغر، ولدت عام 1981، ابنة جورج ولورا والأخت التوأم لباربرا. تعمل مراسله في وكالة إن بي سي الإخبارية. تزوجت هنري تشيس هاجر، ابن الملازم السابق لحاكم فيرجينيا جون هاجر.
              - مارجريت لورا «ميلا» هاجر، ولدت في 13 أبريل 2013، ابنة جينا بوش هاجر.
              - بوبي لويز هاجر، ولدت في 13 أغسطس 2015، ابنة جينا بوش هاجر.
              - هنري هارولد «هال» هاجر (ولد في 2 أغسطس 2019، نجل جينا بوش هاجر.

          - بولين روبنسون «روبن» بوش ولدت عام 1949 وتوفيت عام 1953، الطفل الثاني لجورج بوش الأب وابنته الأولى. توفيت بعد معاناه من مرض اللوكيميا قرب سن المدرسة.
          - جون إيليس «جيب» بوش، ولد عام 1953، الابن الثاني لجورج بوش الأب، حاكم فلوريدا الثالث والأربعين.[9] تزوج من كولومبا جارنيكا جالو.
            - جورج بريسكوت بوش، ولد عام 1976، ابن جيب بوش والمفوض الثامن والعشرون لمكتب الأراضي العام في تكساس منذ عام 2015. تزوج من أماندا ويليامز بوش.
              - بريسكوت والكر بوش، ولد في 3 يونيو 2013، ابن جورج بريسكوت بوش.
              - جون ويليام بوش، ولد في 13 أبريل 2015، ابن جورج بريسكوت بوش.

            - نويل لوسيلا بوش، ولدت في عام 1977، ابنه جيب بوش.
            - جون إليس «جيبي» بوش الابن، ولد في عام 1983، ابن جيب بوش. تزوجت من ساندرا ماري الغدادي.
              - جورجيا هيلينا ووكر بوش، ولدت عام 2011، ابنة جيبي بوش.
              - فيفيان ألكسندرا كولومبا بوش، ولدت عام 2014، ابنة جيبي بوش.

          - نيل مالون بوش، ولد عام 1955، الابن الثالث لجورج إتش دبليو بوش، رجل أعمال، تزوجت من شارون سميث، تطلق في أبريل 2003. تزوج ثانية من ماريا أندروز في عام 2004.
            - لورين بيرس بوش، ولدت في عام 1984، ابنه نيل بوش وشارون سميث. تعمل عارضة أزياء مع تومي هيلفيغر. تزوجت لورين من ديفيد لورين.
              - جيمس ريتشارد لورين، ولد في 21 نوفمبر 2015، ابن لورين بوش.
              - ماكس والكر لورين، ولد في 19 أبريل 2018، ابن لورين بوش.

            - بيرس مالون بوش، ولد عام 1986، ابن نيل بوش وشارون سميث. متزوج من سارة بيث ميلتون.
            - آشلي ووكر بوش، ولدت عام 1989، ابنة نيل بوش وشارون سميث.

          - مارفن بيرس بوش، ولد عام 1956، الابن الرابع لجورج بوش الأب. رجل أعمال مخاطر، متزوج من مارغريت كونواي. تبنى طفلين.
            - مارشال لويد بوش، ولدت في 14 مايو 1986، ابنة مارفن بيرس بوش بالتبني. تزوجت من نيك روسي.
            - تشارلز ووكر بوش، ولد في 12 ديسمبر 1989، ابن مارفن بيرس بوش بالتبني.

          - دوروثي ووكر بوش كوتش، ولدت في عام 1959، الابنة الثانية لجورج دبليو بوش، تزوجت ويليام ليبلوند وتطلقت منه في عام 1990. تزوجت ثانية من بوبي كوخ، عضو لوبي النبيذ.
            - صامويل بوش ليبلوند، ولد عام 1984، ابن دوروثي بوش كوخ وويليام ليبلوند. متزوج من لي بوبيت.
            - نانسي إليس «إيلي» ليبلوند، ولدت في عام 1986، ابنة دوروثي بوش كوخ وويليام ليبلوند. متزوجه من نيك سوسا.
              - دوروثي آن «دوتي» سوس، ولدت في 25 أغسطس 2020.

            - روبرت ديفيد كوخ، ولد في عام 1993، ابن دوروثي بوش كوخ وبوبي كوخ.
            - جورجيا جريس «جيجي» كوخ، ولدت في عام 1996، ابنة دوروثي بوش كوخ وبوبي كوخ.

      - نانسي ووكر بوش إليس، ولدت في عام 1926 وتوفيت في عام 2021، الطفل الثالث لبريسكوت بوش الأب والابنة الوحيدة. أرملة ألكسندر إليس الثاني (ولد عام 1922- توفي عام1989)، مسؤول تنفيذي.
        - نانسي ووكر إليس بلاك، ابنة نانسي بوش إليس وألكسندر إليس الثاني.
        - ألكسندر إليس الثالث، ولد عام 1949، ابن نانسي بوش إليس وألكسندر إليس الثاني
        - جون بريسكوت إليس، ولد في 3 فبراير 1953، ابن نانسي بوش إليس وألكسندر إليس الثاني. يعمل مستشار إعلامي ومتزوج من سوزان سميث إليس.
          - كارولين إليس
          - جاك إليس

        - يوشيا «جو» إليس، ولد عام 1958، ابن نانسي بوش إليس وألكسندر إليس الثاني، رئيس مجلس الإدارة والرئيس التنفيذي لشركة دنفر برونكوز. حصل على بطولة سوبر بول مرتين.

      - جوناثان جيمس بوش، ولد عام 1931، الابن الرابع لبريسكوت بوش الأب. مصرفي ومتزوج من جوزفين بوش.
        - جوناثان إس بوش الابن، ولد في 10 مارس 1969، ابن جوناثان بوش والرئيس التنفيذي لأثينا هيلث. تزوج في سبتمبر 2018 من فاي بوش بعد طلاقه من سارة سلدن.
          - لوكاس بوش، نجل جوناثان إس بوش الابن.
          - إيزي بوش، ولدت في 20 سبتمبر 1997، ابنة جوناثان إس بوش الابن.
          - نيكولا بوش، ابنة جوناثان إس بوش الابن.
          - آنا بوش، ابنة جوناثان إس بوش الابن.
          - أوسكار بوش، ابن جوناثان إس بوش الابن.
          - ويلا بوش، ولدت في يناير 2019، ابنة جوناثان إس بوش جونيور وفاي بوش.

        - ويليام هول «بيلي» بوش، ولد في 17 أكتوبر 1971، ابن جوناثان بوش، مضيف سابق في برامج آكسيس هوليوود. في أكتوبر 2016، أجبر على ترك وظيفته في إن بي سي نيوز بعد اثارته ادعاءات سوء السلوك الجنسي لدونالد ترامب. طليق سيدني بوش.
          - جوزي بوش، ولدت في 29 أغسطس 1998، ابنة بيلي بوش وسيدني بوش.
          - ماري برادلي بوش، ولدت في 29 نوفمبر 2000، ابنة بيلي بوش وسيدني بوش.
          - ليلي بوش، ولدت في 17 أكتوبر 2004، ابنة بيلي بوش وسيدني بوش.

      - ويليام هنري تروتر بوش «بوكي»، ولدت عام 1938 وتوفبت عام 2018، الابن الخامس لبريسكوت بوش الأب. تزوج من باتريشيا بوش (ولدت عام 1938 وتوفيت عام 2015). مصرفي ومدير تنفيذي.
        - ويليام بريسكوت «سكوت» بوش، ولد عام 1964، ابن بوكي بوش. تزوج من لينزداي بوش.[10]
          - أليكس بوش، ولد في 29 ديسمبر 1996، ابن سكوت بوش.
          - كات بوش ابنة سكوت بوش.

        - لويزا بوش ماكول، ولدت في عام 1970، ابنة بوكي بوش.[10]

### الأسلاف

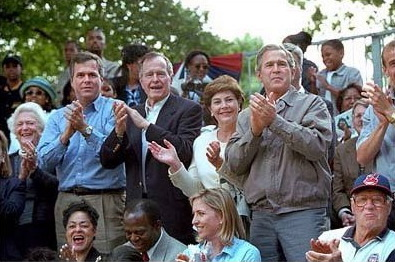
باربرا بوش، وجيب بوش، وجورج إتش دبليو بوش، ولورا بوش، وجورج دبليو بوش، وبوب فيلر يشاهدون كرة القاعدة في حديقة البيت الأبيض

#### الخط الأبوي
- جون بوش الأب، ولد عام 1510 وتوفي عام 1590.
  - جون بوش جونيور، ولد عام 1535 وتوفي عام 1595.[11]
    - رينولد بوش، ولد عام 1566 - غير معروف تاريخ وفاته.[12]
      - جون بوش الثالث، ولد عام 1593 وتوفي عام 1670)، ولد في ميسينغ، إسيكس، إنجلترا وآخر سلف إنجليزي للعائلة.[13]
        - صموئيل بوش، ولد عام 1647 وتوفي عام 1733.[14]
          - ريتشارد بوش، ولد عام 1676 وتوفي عام 1742 في بريستول، مستعمرة بليموث.[15]
            - تيموثي بوش، ولد عام 1728 وتوفي عام1821 في سبرينغبورت، نيويورك. ابن ريتشارد بوش.[16]
              - تيموثي بوش الابن، ولد عام 1761 وتوفي عام 1850 في بينفيلد، نيويورك. ابن تيموثي بوش.[17]
                - عوبديا نيوكومب بوش، ولد في 28 يناير 1797 وتوفي في عام 1851. ابن الحداد تيموثي بوش الابن، ومن رجال الأعمال المعروفين في عصره.[18]
                  - جيمس سميث بوش، ولد عام 1825 وتوفي عام 1889، محام وكاهن أسقفي في نيوجيرسي، وكاليفورنيا، ونيويورك. ابن عوبديا بوش ووالد صموئيل بريسكوت بوش.[19]

              - جون بوش، ولد في عام 1761 وغير معروف تاريخ وفاته.
                - جورج بوش، ولد في عام 1796 وتوفي في عام 1859، باحث في الكتاب المقدس صاحب كتاب «حياة محمد: مؤسس دين الإسلام وإمبراطورية المسلمين».[20][21]

#### أقارب بارزون
- الكولونيل روبرت بولينج الأب، ولد عام 1646 وتوفي عام 1709، من مزرعة كيباكس مستوطنًا أمريكيًا مبكرًا في مستعمرة فرجينيا. ابنه روبرت بولينج جونيور أحد أجداد عائلة بوش. في وقت لاحق أنجب بولينج الأب أطفال من جين رولف، حفيدة بوكاهونتاس.
- إديث ويلسون، ولدت عام 1872 وتوفيت عام1961، الزوجة الثانية لرئيس الولايات المتحدة وودرو ويلسون، من عائلة الكولونيل روبرت بولينج الأب.
- وايلد بيل هيكوك، ولد عام 1837 وتوفي عام 1876، ابن عم ثان لبريسكوت بوش.[2]
- جون هاولاند، ولد عام 1592/ 1593 وتوفي عام 1672/ 1673.[22]
- إليزابيث تيلي، ولدت عام 1607 وتوفيت عام 1687.
- حاكم توماس هينكلي، ولد عام 1618 وتوفي 1706، حاكمًا لمستعمرة بليموث، جد من الجيل السابع لبريسكوت شيلدون بوش، لذلك فهو سلف مباشر لجميع أحفاده بما في ذلك ابنه جورج دبليو بوش وحفيده جورج دبليو بوش.[2]
- ماري باركر، ولدت عام 1637 وتوفيت عام 1692 شنقًا بتهمة السحر في محاكمات السحر في سالم.[23][24]
- ترتبط العائلة بالمدعي العام الأمريكي تشارلز بونابرت (ولد عام 1851 وتوفي عام 1921) نائب الرئيس الأمريكي تشارلز جيتس دوز (ولد عام 1865 وتوفي عام 1951) عن طريق جوي ماي وزوجته نيوكومب بوش.[2]
- دوغلاس ماك آرثر، ولد عام 1880 وتوفي عام 1964، جنرال أمريكي حاصل على رتبة خمسة نجوم ومارشال ميداني للجيش الفلبيني والقائد الأعلى لقوات التحالف في حرب المحيط الهادئ خلال الحرب العالمية الثانية. قريب بعيد لعائلة بوش.[25]
- أساهل بوش، ولد عام 1824 وتوفي عام 1913، أوائل رواد ولاية أوريغون، يرجع له الفضل في تأسيس مطبعة في الولاية وتأسيس ونشر صحيفة أوريغون ستيتسمان. باع الصحيفة فيما بعد وأسس بنك لاد وبوش. عمل أيضا رئيسا للحزب الديمقراطي في الولايات المتحدة. سمى عليه منتزه بوش باستير الثاني، في سالم، ولاية أوريغون. يرجع أصل أساهيل بوش إلى صموئيل بوش (ولد عام 1647 وتوفي في عام 1733).[14]

### صلات مع عائلات مشهورة أخرى

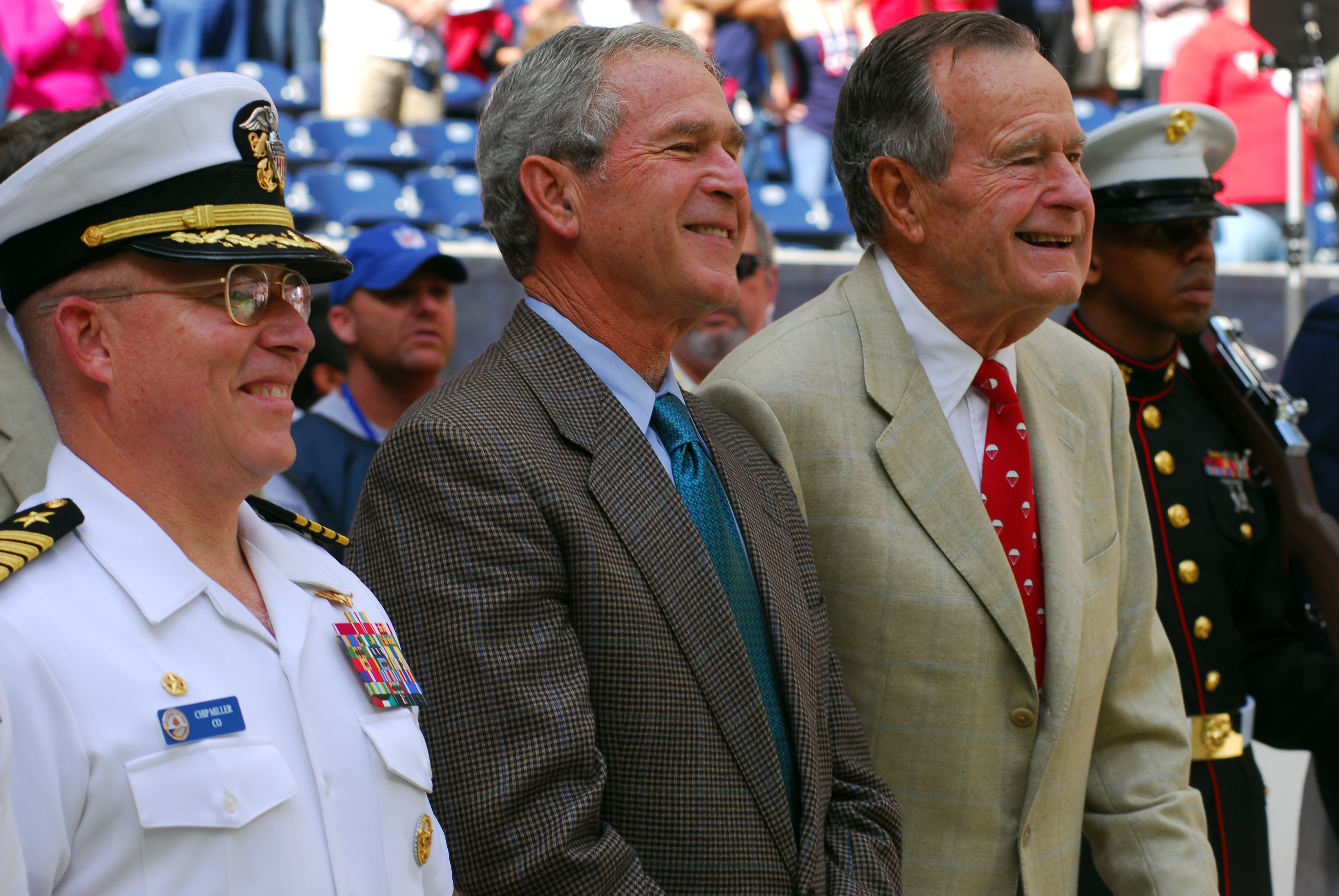
الرئيسان السابقان جورج دبليو بوش وجورج بوش الأب في مدينة هيوستن، تكساس في عام 2009

- جورج هربرت "بيرت" ووكر، ولد في عام 1875 وتوفي عام 1953، رجل أعمال ومصرفي ثري، أمريكي الجنسية. تزوجت ابنته دوروثي من بريسكوت بوش، ليصبح الجد من ناحية الأم للرئيس الأمريكي الحادي والأربعين جورج بوش الأب والجد الأكبر للرئيس الثالث والأربعين جورج دبليو بوش. سمي كأس ووكر، لقب للجولف الهواة رجال. تقام مسابقته في السنوات الفردية بين فريق أمريكي وفريق مشترك بين بريطانيا العظمى وأيرلندا.
- فلورا شيلدون، زوجة صموئل بريسكوت بوش، تنحدر من عائلات ليفينجستون وشويلر وبيكمان، عائلات بارزة في مجال التجارة والنبلاء السياسيين في نيو نذرلاند.

### شجرة العائلة
- تيموثي بوش الابن، وزوجته ليديا نيوكومب
  -  عوبديا نيوكومب بوش (1797-1851)، وزوجته هارييت سميث
    -  جيمس سميث بوش وزوجته هاريت فاي
      -  صموئيل بريسكوت بوش وزوجته فلورا شيلدون
        - بريسكوت شيلدون بوش وزوجته دوروثي وير ووكر
          - بريسكوت شيلدون بوش الابن وزوجته إليزابيث كوفمان
            - بريسكوت شيلدون بوش الابن وزوجته إليزابيث كوفمان
            - كيلسي بوش نادو وزوجته فيليب جيرالد نادو
              - إليزابيث نادو
              - كاثرين نادو
              - وليام ف.ناديو وزوجته ليديا جان ستريكلاند

            -  جيمس لورانس «جيمي» بوش وزوجته سوزان سي «سو» بوش
              - سارة بوش ريتشي وزوجته وليام «دريك» ريتشي
                - دريبر دينيس ريتشي
                -  جورج لورانس ريتشي

              - صموئيل بي بوش

          - جورج اتش دبليو بوش وزوجته باربرا بيرس
            - جورج دبليو بوش وزوجته لورا لين ويلش
              - باربرا بيرس بوشجورج دبليو بوش ومارفن بوش وباربرا بوش ولورا بوش في أولمبياد بكين الصيفية 2008. (ولدت في 25 نوفمبر 1981)

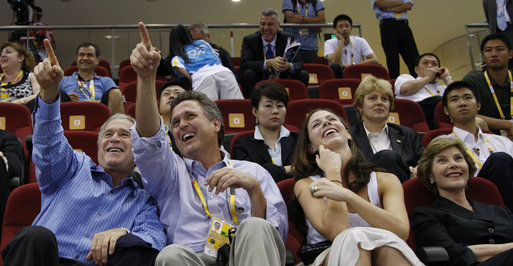
جورج دبليو بوش ومارفن بوش وباربرا بوش ولورا بوش في أولمبياد بكين الصيفية 2008.

              -  جينا بوش هاجر (ولدت 25 نوفمبر 1981) تزوجت من هنري هاجر
                - مارجريت لورا «ميلا» هاجر
                - بوبي لويز هاجر
                -  هنري هارولد «هال» هاجر

            - بولين روبنسون «روبن» بوش
            - جون إليس «جيب» بوش وزوجته كولومبا جارنيكا جالو
              - جورج بريسكوت بوش (ولد في 24 أبريل 1976) وزوجته أماندا ويليامز
                - بريسكوت بوش
                -  جون بوش

              - جون إليس «جيبي» بوش الابن (مواليد 1983)
                - جورج بوش الأب
                -  فيفيان الكسندرا كولومبا بوش

              -  نويل لوسيلا بوش (مواليد 1977)

            - نيل مالون بوش، تزوج شارون سميث وطلقها، تزوج ثانية من ماريا أندروز
              - لورين بوش (ولدت 25 يونيو 1984) وزجته ديفيد لورين
                - جيمس ريتشارد لورين
                -  ماكس لوركان لورين

              - بيرس مالون بوش (ولد 11 مارس 1986) وزوجته سارة بيث ميلتون
              -  أشلي ووكر بوش (من مواليد 7 فبراير 1989)

            - مارفن بيرس بوش وزوجته مارجريت مولستر
              - مارشال لويد بوش (من مواليد 14 مايو 1986)
              -  تشارلز ووكر بوش (من مواليد 12 ديسمبر 1989)

            -  دوروثي ووكر بوش تزوجت ويليام ليبلوند وتطلقت وتزوجت ثانية من روبرت ب. كوخ
              - صموئيل «سام» ليبلوند (من مواليد 1985)
              - نانسي إليس «إيلي» ليبلوند (من مواليد 1988) تزوجت نيك سوسا
              - روبرت ديفيد كوخ (من مواليد 1993)
              -  جورجيا «جيجي» كوخ (من مواليد 1996)

          - نانسي ووكر بوش تزوجت من الكسندر ب. إليس الثاني
            - نانسي ووكر إليس
            - الكسندر إليس الثالث
            - جون بريسكوت إليس
            -  جو إليس

          - جوناثان جيمس بوش تزوج من جوزفين برادلي
            - [بيلي بوش تزوج من سيدني ديفيس
              - جوزي بوش
              - ماري برادلي بوش
              -  ليلي بوش

            -  جوناثان بوش
              - نيكولا بوش
              - إيزابيل بوش
              - لوكاس بوش
              - آنا بوش
              - أوسكار بوش
              - ويلا بوش

          -  وليام هنري تروتر بوش
            - وليام بريسكوت بوش
            -  لويزا بوش

        - روبرت شيلدون بوش
        - ماري إليانور بوش
        - مارجريت ليفينجستون بوش
        -  جيمس سميث بوش

المصادر:

## الجوائز والتكريمات

### الرياضة
- جو إليس، بطل سوبر بول مرتين كمسؤول تنفيذي مع دنفر برونكوز.
- فاز جورج بوش الأب بجائزة ثيودور روزفلت في عام 1986.
- دخل جورج بوش الأب قاعة مشاهير الجولف العالمي في عام 2011.

### السياسة والخدمات العامة
شخصية العام
- حصل جورج بوش الأب على لقب شخصية العام في عام 1990.
- حصل جورج دبليو بوش على لقب شخصية العام في عامي 2000 و 2004.

جائزة سيلفر بافلو
- فاز جورج بوش الأب بالجائزة عام 1990.
- فاز جورج دبليو بوش بالجائزة عام 2002.

### الجيش
جورج بوش الأب
- حاصل على الصليب المتميز.
- حاصل على الميدالية الجوية ثلاث مرات.
- لقب الفارس الفخري جراند كروس من وسام الحمام.
- يو إس إس جورج إتش في عام 2009.
- وسام خدمة الدفاع الوطني.

جورج دبليو بوش
- وسام خدمة الدفاع الوطني.

ويليام بوش
- قائد حاصل على وسام القديس يوحنا.[36]

جورج بريسكوت بوش
- وسام تكريم الخدمة المشتركة.

## المناصب السياسية

تعتبر عائلة بوش من ضمن أربع عائلات أمريكية حصل أكثر من فرد منها على منصب رئيس الولايات المتحدة. الثلاث عائلىت الباقية هم آدامز وهاريسون وروزفلت.

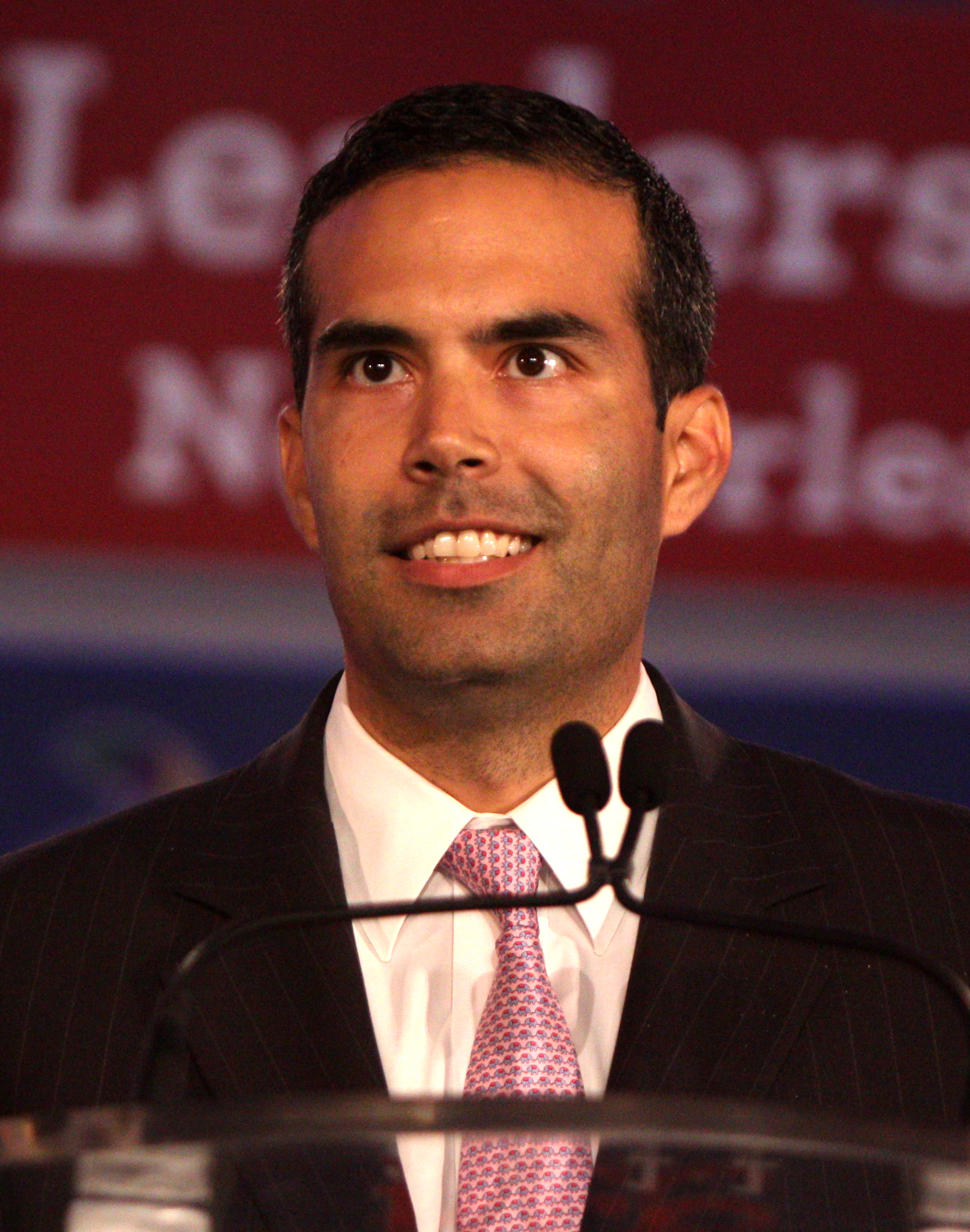
جورج بريسكوت بوش، من الجيل الرابع للعائلة، مفوض لمكتب تكساس للأراضي العامة منذ عام 2015

### منصب الرئيس
- جورج بوش الأب، الرئيس الحادي والأربعين للولايات المتحدة الأمريكية حكم من عام 1989 إلى عام 1993.
- جورج دبليو بوش، الرئيس الثالث والأربعين للولايات المتحدة الأمريكية حكم من عام 2009 إلى عام 2001.

### منصب نائب الرئيس
- جورج بوش الأب، نائب رئيس الولايات المتحدة الثالث والأربعين من عام 1981 إلى عام 1989

### الكونجرس الأمريكي
- بريسكوت بوش، سيناتور من ولاية كونيتيكت من عام 1952 إلى 1963
- جورج بوش الأب، سيناتور عن ولاية تكساس من عام 1967 إلى 1971

### حكام الولايات
- شغل جورج دبليو بوش منصب حاكم ولاية تكساس من عام 1995 إلى 2000.
- شغل جيب بوش منصب حاكم ولاية فلوريدا من عام 1999 إلى 2007.

### مناصب أخرى
شغل جورج بوش الأب العديد من المناصب السياسية مثل
- سفير الأمم المتحدة، في الفترة ما بين عام 1971 وعام 1973.
- رئيس أر إن سي في الفترة ما بين عام 1973 وعام 1974.
- سفير في الصين في الفترة ما بين عام 1974 وعام 1975.
- مدير وكالة المخابرات المركزية في الفترة ما بين عام 1976 وعام 1977

شغل جيب بوش العديد من المناصب السياسية مثل
- مسئول التجارة في ولاية فلوريدا في الفترة ما بين عام 1987 وعام 1989.

شغل جورج ب. بوش العديد من المناصب السياسية مثل
- مفوض ولاية تكساس في الفترة ما بين 2015 إلى الوقت الحاضر.

## وصلات خارجية
- النصر يعود حليفا لعائلة بوش من جديد- تقرير وكالة سي إن إن.
- سلالة بوش الحاكمة- تقرير سانت بطرسبرغ تايمز.

يوتيوب
- إرث عائلة بوش- شبكة قنوات إن بي سي.
- شجرة عائلة بوش.
- كيف تتعامل عائلة بوش مع النقد؟
- رأي جورج دبليو بوش في الرئيس الروسي بوتين والصحافة- في حوار مع إلين ديجينيريس.